# Samuel Warren Carey
Samuel Warren Carey (Campbelltown, Australia, 1 de enero de 1911-Hobart, Australia, 20 de marzo de 2002) fue un geólogo australiano y profesor en la Universidad de Tasmania, recordado como uno de los primeros defensores de la teoría de la deriva continental. Su trabajo en las reconstrucciones de la tectónica de placas lo llevó a desarrollar la hipótesis de la expansión de la Tierra.

## Publicaciones
- The Expanding Earth, 448 pp., Elsevier, Ámsterdam 1976
- Theories of the Earth and Universe, 206 pp., Stanford University Press. 1988
- Earth Universe Cosmos - Universidad de Tasmania. 1996